# Keota (Oklahoma)
Pour les articles homonymes, voir Keota.
La ville de Keota est située dans le comté de Haskell, dans l’État de l’Oklahoma, aux États-Unis. Sa population s’élevait à 564 habitants lors du recensement de 2010.

## Source
- (en) Cet article est partiellement ou en totalité issu de l’article de Wikipédia en anglais intitulé « Keota, Oklahoma » (voir la liste des auteurs).